# Buried - Sepolto
Buried - Sepolto (Buried) è un film thriller del 2010 diretto da Rodrigo Cortés.
La pellicola spagnola ha un unico protagonista, l'attore canadese Ryan Reynolds, e due soli attori compaiono nell'intera pellicola, Reynolds e Ivana Miño per alcuni secondi. Si svolge interamente all'interno di una bara di legno nella quale il malcapitato operatore civile statunitense è stato sepolto vivo da ribelli iracheni che ne chiedono il riscatto. Servendosi di un telefono cellulare e di pochi rudimentali strumenti, l'uomo deve cercare di salvarsi prima che finisca l'aria.

## Trama
Iraq. Il camionista Paul Conroy si risveglia improvvisamente in una bara, sepolto vivo, armato solamente di una matita e con il solo ausilio di un accendino e di un cellulare. Dopo essersi reso conto che a seppellirlo sono stati i terroristi che hanno assalito il suo convoglio uccidendo numerosi suoi colleghi, Paul chiama tutti i suoi conoscenti e il dipartimento di polizia americano, per poi ricevere la chiamata del suo rapitore. Il riscatto richiesto è di 5 milioni di dollari da trovare in 90 minuti.
La speranza dell'uomo è ora affidata alla possibilità di trattare con i rapitori, anche se le condizioni poste sembrano proibitive. Messosi in contatto con il Dipartimento di Stato, Conroy viene subito informato che il governo statunitense, per politica, non tratta con i terroristi. Viene poi contattato da Dan Brenner, persona preposta ad affrontare simili situazioni, che gli conferma che non c'è possibilità di alcun accordo coi suoi rapitori ma lo rincuora dicendo che si farà di tutto, comunque, per andarlo a salvare.
I terroristi intanto gli ordinano di fare un filmato con la richiesta di riscatto, minacciando in caso contrario di uccidere una sua collega, anch'essa sotto sequestro. Conroy temporeggia, secondo quanto suggeritogli dal Dipartimento di Stato, e così dopo un po' riceve lo scioccante filmato dell'esecuzione della sua collega. Delle esplosioni all'esterno danneggiano la bara che comincia a scricchiolare lasciando entrare della sabbia che rende sempre più difficile la sopravvivenza di Paul.
A confortarlo c'è Brenner che gli dice che stanno per sbaragliare i rapitori e che un tale Mark White, giovane dottore, nelle sue stesse condizioni, anche se con difficoltà un paio di settimane prima è stato liberato. Dopo una telefonata dei suoi datori di lavoro che si preoccupano solo di prendere le distanze informandolo di averlo licenziato prima dell'incidente, Paul, disperato, filma un testamento video per i suoi familiari. Quindi è costretto dai rapitori a filmarsi mentre si taglia un dito per rendere più forte la sua richiesta di riscatto.
Il video fa presto il giro del mondo e così Paul riceve prima la telefonata di Brenner che gli assicura che stanno andando a liberarlo, ma poi ammette che non c'è più nulla da fare. Si rende conto di avere ormai pochi minuti di vita ed è tentato di suicidarsi, mentre continua a entrare sabbia nella bara. Ormai in fin di vita, per un attimo sogna di essere liberato, poi è destato da una nuova chiamata. È Brenner che spiega di averlo individuato, grazie alla confessione di un terrorista catturato che ha indicato dove avevano seppellito uno statunitense in cambio della libertà.
Ora stanno scavando per tirarlo fuori, e sono a pochi secondi da lui. La sabbia ormai ha praticamente riempito la bara, nella concitazione riesce a telefonare qualche istante alla moglie rassicurandola, poi torna alla telefonata con Brenner che lo incita a resistere ancora qualche istante. Sono a pochi centimetri. Poi d'un tratto cambia tono, e cala il silenzio, si scusa: la bara che hanno appena aperto non è la sua, ma quella di Mark White (dunque, si scopre che Brenner in realtà aveva mentito sul salvataggio del dottor White solo per tranquillizzarlo), perciò Paul morirà nella bara in cui è stato intrappolato.

## Riferimenti letterari e ispirazioni
(Edgar Allan Poe, da La sepoltura prematura)
Per quanto sembri originale il tema per un film, l'argomento della cosiddetta sepoltura prematura non è nuovo in letteratura. Edgar Allan Poe, nel 1844, pubblicò all'interno della raccolta I racconti del terrore il testo La sepoltura prematura (titolo originale The premature burial). Scientificamente la paura di essere sepolti vivi, presunti morti, prende il nome di tafofobia (dal greco taphos, sepolcro). Lo scrittore Edgar Allan Poe era affetto da tafofobia.

## Produzione
Il film è stato girato interamente a Barcellona con un budget di 2 milioni di dollari e ne ha incassati più di 19 (1 in patria e 18 all'estero). Per portare a compimento le riprese sono stati impiegati 17 giorni.. Per questo film sono state costruite 7 bare, ognuna delle quali aveva caratteristiche diverse; in questo modo il regista ha potuto realizzare diversi tipi di riprese.
Una, in particolare, è stata costruita profonda diversi metri (per una ripresa dall'alto) mentre la più usata aveva le pareti rimovibili, per poter effettuare riprese circolari. Ogni bara aveva un nome proprio, assegnatole dalla produzione.

## Distribuzione e accoglienza
Il film, una produzione indipendente spagnola, è stato presentato in anteprima il 21 gennaio 2010 al Sundance Film Festival, dove è stato accolto favorevolmente da critica e pubblico. Ancor prima della sua uscita nelle sale cinematografiche, la pellicola è stata definita dalla critica come un cult. Durante il Sundance il film è stato acquistato dalla Lionsgate per la distribuzione statunitense. Il film è stato distribuito in Italia da Moviemax a partire dal 15 ottobre dello stesso anno e poi trasmesso sul circuito nazionale 7 Gold nel corso del 2024 per parte di distribuzione attuale da Notorious Pictures.
Il film è stato un successo commerciale incassando 21,3 milioni di dollari.

## Premi e riconoscimenti
- Festival del cinema americano di Deauville 2010: Premio della critica internazionale
- National Board of Review Awards 2010: miglior sceneggiatura originale
- Camerimage 2010: Rana di bronzo
- Méliès d'oro 2010
- 3 Premi Goya 2011: migliore sceneggiatura originale, miglior montaggio e miglior sonoro